# Maladera hiranoi
Maladera hiranoi är en skalbaggsart som beskrevs av Miyake 1986. Maladera hiranoi ingår i släktet Maladera och familjen Melolonthidae. Inga underarter finns listade i Catalogue of Life.